# Олимпик-Вэлли
Олимпик-Вэ́лли (англ. Olympic Valley, исторически и неформально известная как Скво-Вэлли (англ. Squaw Valley)) — невключённая территория в округе Пласер штата Калифорния (США).
В 1960 году в Олимпик-Вэлли состоялись зимние Олимпийские игры, которые открывал 36-й вице-президент США Ричард Никсон.

## География
Олимпик-Вэлли находится к западу от озера Тахо в горах Сьерра-Невада, около 39° северной широты и 120° западной долготы. Город находится в горной долине, которая получила с 1960 г. название Олимпийская долина (англ. Olympic Valley), на высоте около 1900 м над уровнем моря.

## Достопримечательности, специализация
Спортивный комплекс известен прежде всего как место для занятия зимними видами спорта: горные лыжи, равнинные лыжи, фигурное катание на коньках и др. Подъёмники обеспечивают подъём горнолыжников на высоту до 2700 м над уровнем моря. Имеются возможности для занятия фрирайдом.
В летнее время отдыхающие занимаются теннисом, плаванием, прогулками на лошадях.
Олимпик-Вэлли получил известность как место проведения зимних Олимпийских игр 1960 года. В Олимпик-Вэлли ежегодно проходят конференции писателей.

## Галерея

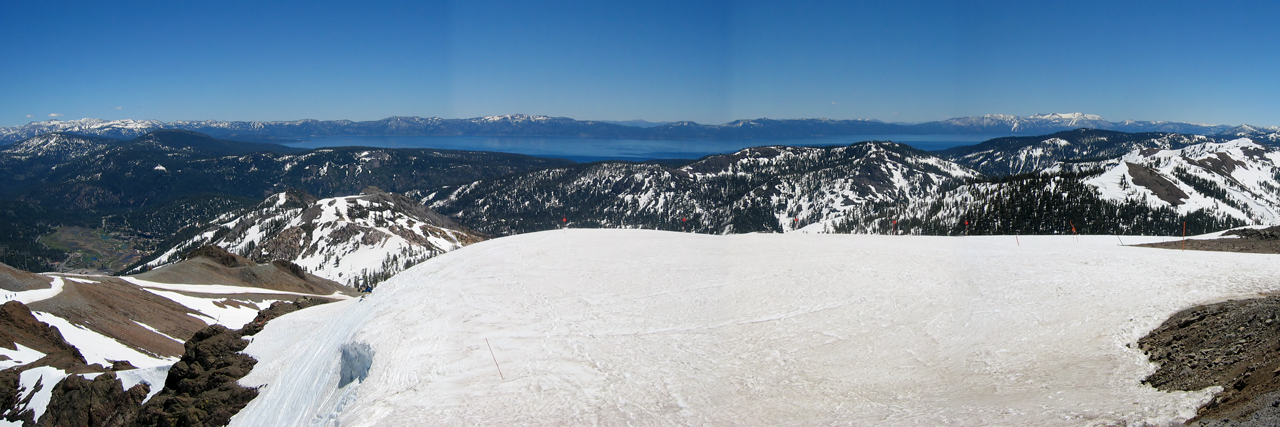
Панорама озера Тахо
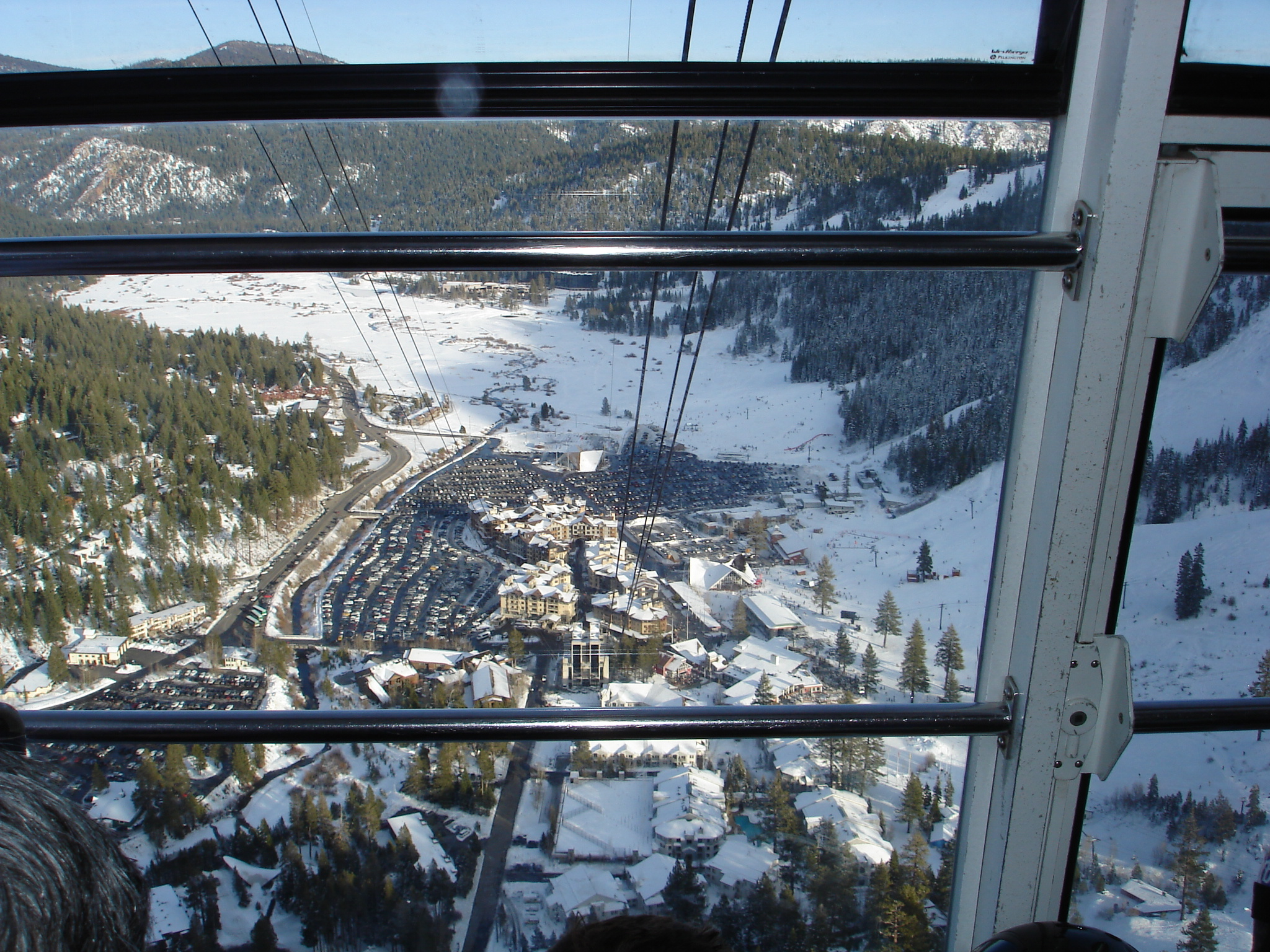
Панорама Олимпик-Вэлли
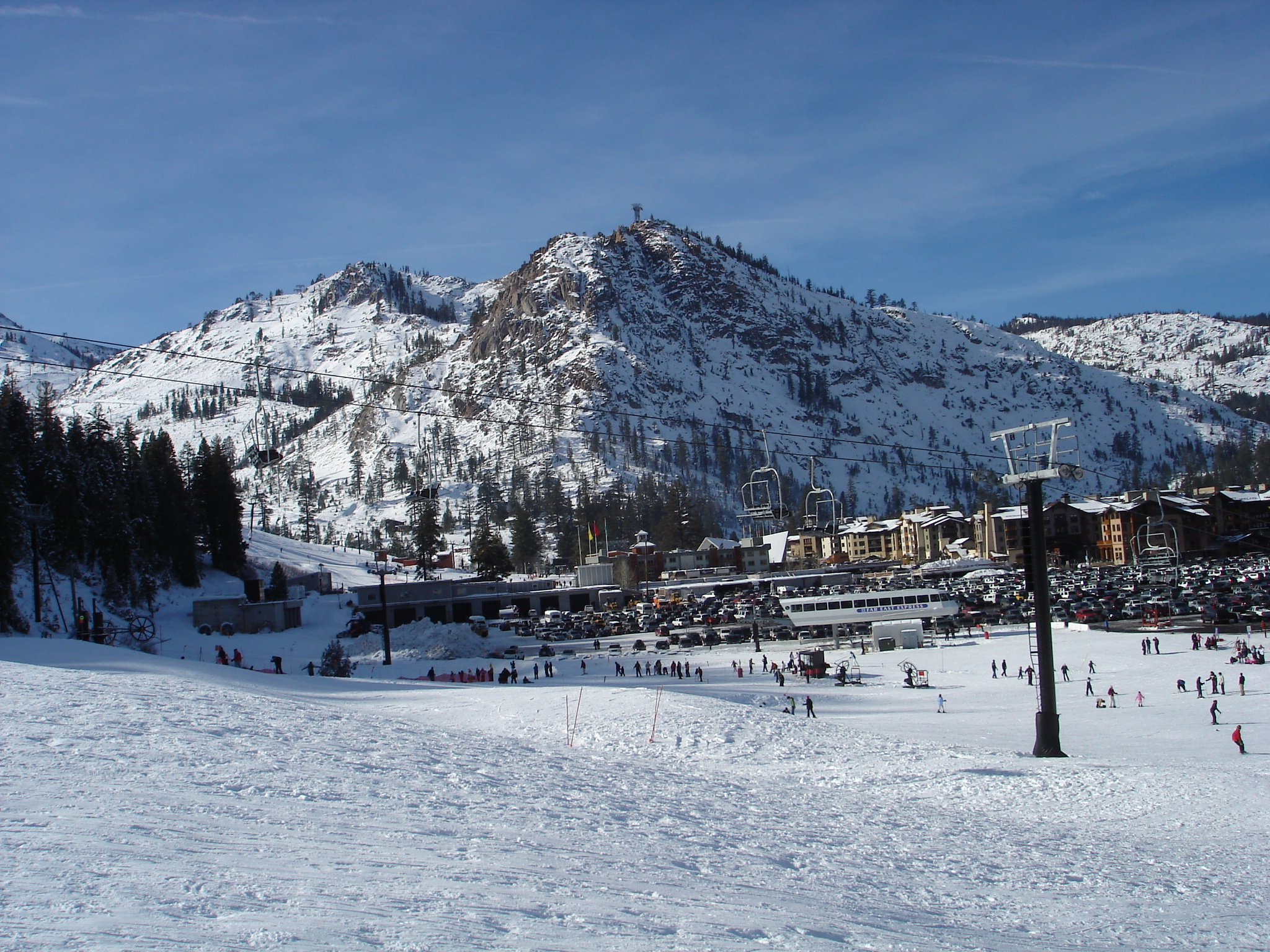
Лыжная трасса
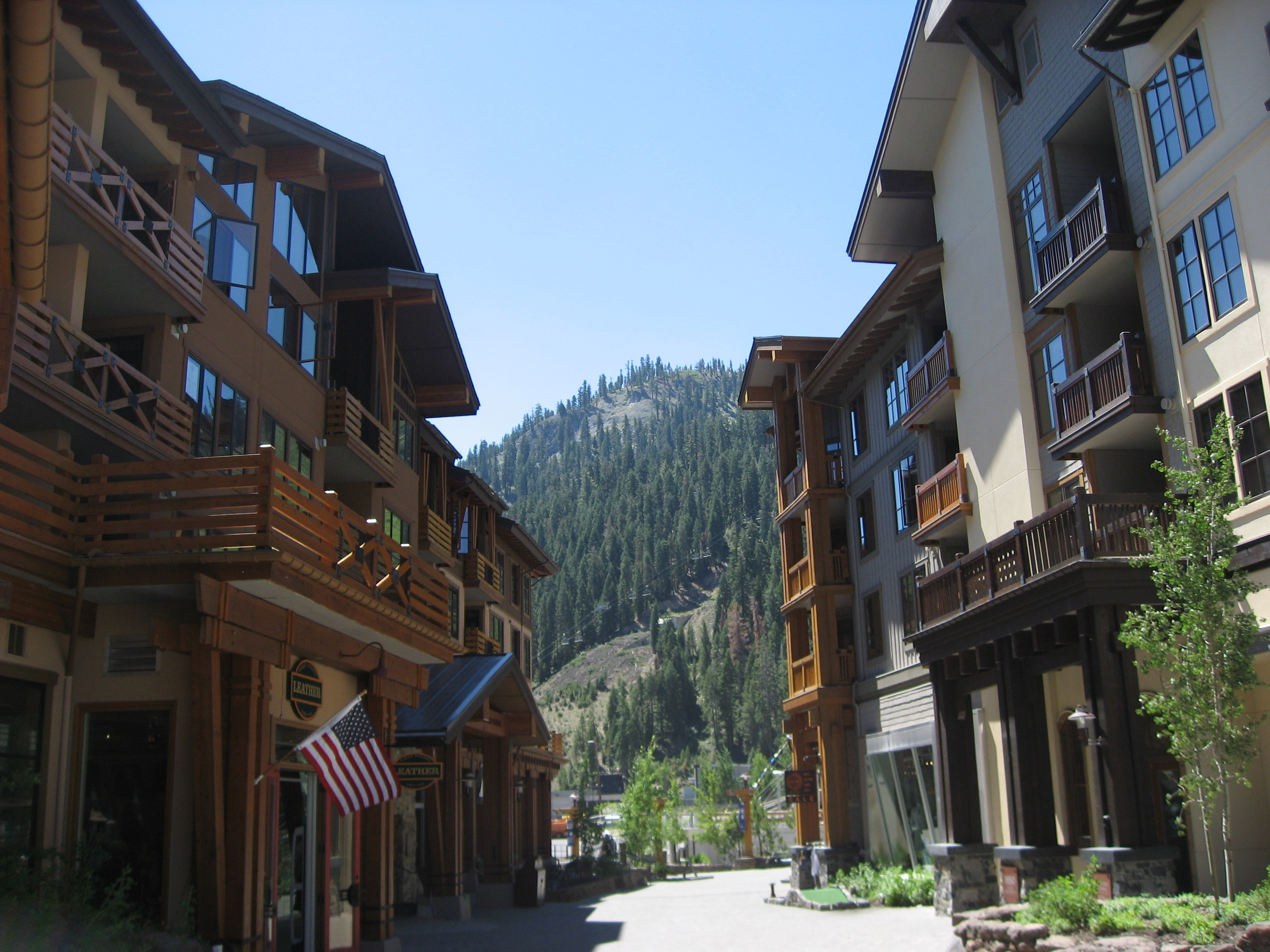
На улицах Олимпик-Вэлли
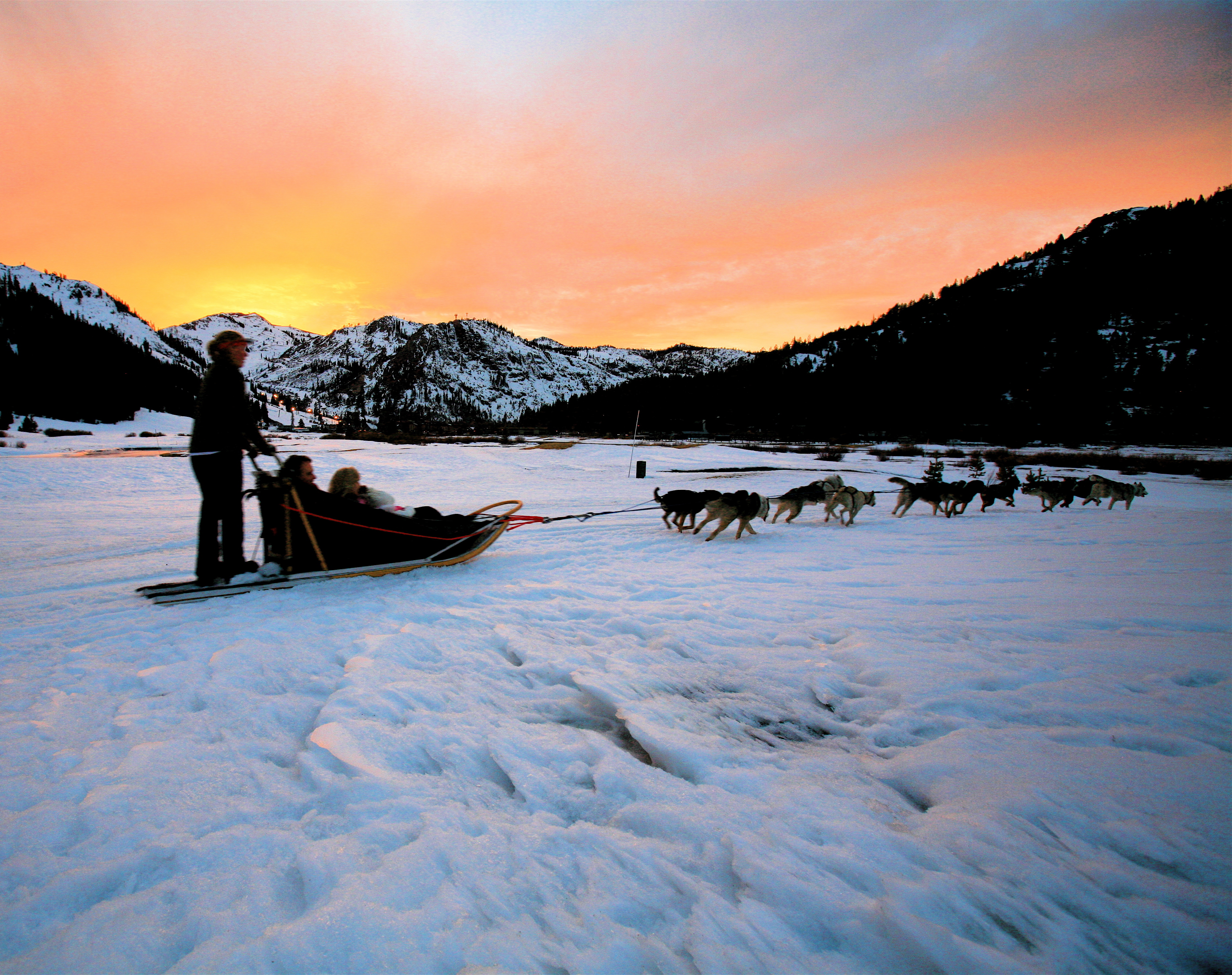
Катание на собачьих упряжках в окрестностях Олимпик-Вэлли